# San Antonio Bachachán
San Antonio Bachachán är en ort i Mexiko.   Den ligger i kommunen Salamanca och delstaten Guanajuato, i den centrala delen av landet, 250 km nordväst om huvudstaden Mexico City. San Antonio Bachachán ligger 1 720 meter över havet och antalet invånare är 120.
Terrängen runt San Antonio Bachachán är platt åt sydväst, men åt nordost är den kuperad. Runt San Antonio Bachachán är det tätbefolkat, med 257 invånare per kvadratkilometer. Närmaste större samhälle är Salamanca, 6,8 km sydväst om San Antonio Bachachán. Runt San Antonio Bachachán är det i huvudsak tätbebyggt.